# Coppa di Croazia (calcio a 5)
La Coppa di Croazia (in croato Hrvatski malonogometni kup, HMNK) è una competizione calcettistica riservata a squadre maschili affiliate alla Federazione calcistica della Croazia, ente organizzatore della manifestazione. È il secondo torneo di calcio a 5 per importanza della Croazia dopo la massima divisione del campionato nazionale.

## Storia
La Coppa di Croazia è stata istituita nella stagione 1993-1994, due anni più tardi del campionato nazionale. Come quest'ultimo, anche la Coppa è stata caratterizzata fin dall'inizio dal dualismo tra società zagabresi (Glama Brijeg, Uspinjača, Orkan, Nacional) e spalatine (Foto Ante Stojan, Spalato, Olmissum, Makarska). Square Dubrovnik, Gospić (assorbito successivamente dal Nacional Zagabria), Kijevo e Pola sono stati gli unici club capaci di interrompere questo predominio.

## Albo d'oro
- 1993-1994:  Ante Stojan (1)
- 1994-1995:  Glama Brijeg (1)
- 1995-1996:  Uspinjača (1)
- 1996-1997:  Uspinjača (2)
- 1997-1998:  Square Dubrovnik (1)
- 1998-1999:  Orkan Zagabria (1)
- 1999-2000:  Glama Brijeg (2)
- 2000-2001:  Spalato (1)
- 2001-2002:  Spalato (2)
- 2002-2003:  Spalato (3)
- 2003-2004:  Orkan Zagabria (2)
- 2004-2005:  Spalato (4)
- 2005-2006:  Spalato (5)
- 2006-2007:  Uspinjača (3)
- 2007-2008:  Gospić (1)

- 2008-2009:  Nacional Zagabria (2)
- 2009-2010:  Nacional Zagabria (3)
- 2010-2011:  Spalato (6)
- 2011-2012:  Spalato (7)
- 2012-2013:  Kijevo (1)
- 2013-2014:  Spalato (8)
- 2014-2015:  Nacional Zagabria (4)
- 2015-2016:  Spalato (9)
- 2016-2017:  Nacional Zagabria (5)
- 2017-2018:  Spalato (10)
- 2018-2019:  Uspinjača (4)
- 2019-2020:  Uspinjača (5)
- 2020-2021:  Olmissum (1)
- 2021-2022:  NV Makarska (1)
- 2022-2023:  Pola (1)

- 2023-2024:  Pola (2)
- 2024-2025:  Torcida Spalato (1)